# El Mouradia
El Mouradia (en árabe: المرادية) es una comuna de la Provincia de Argel, Argelia. Esto es administrativamente la parte de Distrito Sidi M'Hamed. Su código municipal es 1627 y el código postal es 16070 y esto tiene una población de 29.503 hab. desde el censo de 1998, que lo da 11 asientos en la persona son la Asamblea Municipal de Argelia.

## Otros significados
El Mouradia es el nombre del palacio presidencial principal en Argelia. Es una mansión de estilo de Mauresque anterior a la guerra de independencia que aloja las oficinas principales de la presidencia argelina, incluyendo la oficina del presidente argelino. La residencia se encuentra custodiada por tropas de a pie del Haras Joumhouri argelino (Caballería Republicana).